# Aeroportul Smith Point
Aeroportul Smith Point (IATA: SHU, ICAO: YSMP) este un aeroport din Teritoriul de Nord, Australia.
Situat la o altitudine de 6 m, aeroportul dispune de o singură pistă.